# Montvendre
Montvendre és un municipi francès situat al departament de la Droma i a la regió d'Alvèrnia-Roine-Alps. L'any 2007 tenia 1.015 habitants.

## Demografia

### Població
El 2007 la població de fet de Montvendre era de 1.015 persones. Hi havia 360 famílies de les quals 90 eren unipersonals (41 homes vivint sols i 49 dones vivint soles), 94 parelles sense fills, 160 parelles amb fills i 16 famílies monoparentals amb fills.
La població ha evolucionat segons el següent gràfic:
Habitants censats

### Habitatges
El 2007 hi havia 422 habitatges, 376 eren l'habitatge principal de la família, 28 eren segones residències i 18 estaven desocupats. 377 eren cases i 44 eren apartaments. Dels 376 habitatges principals, 269 estaven ocupats pels seus propietaris, 92 estaven llogats i ocupats pels llogaters i 14 estaven cedits a títol gratuït; 2 tenien una cambra, 20 en tenien dues, 42 en tenien tres, 88 en tenien quatre i 223 en tenien cinc o més. 290 habitatges disposaven pel capbaix d'una plaça de pàrquing. A 152 habitatges hi havia un automòbil i a 200 n'hi havia dos o més.

### Piràmide de població
La piràmide de població per edats i sexe el 2009 era:
| Homes | Edats   | Dones |
| ----- | ------- | ----- |
| 0     | 95 o +  | 0     |
| 0     | 90 a 94 | 4     |
| 4     | 85 a 89 | 4     |
| 0     | 80 a 84 | 0     |
| 20    | 75 a 79 | 28    |
| 20    | 70 a 74 | 20    |
| 12    | 65 a 69 | 8     |
| 20    | 60 a 64 | 4     |
| 8     | 55 a 59 | 12    |
| 32    | 50 a 54 | 28    |
| 36    | 45 a 49 | 28    |
| 36    | 40 a 44 | 24    |
| 44    | 35 a 39 | 44    |
| 28    | 30 a 34 | 40    |
| 36    | 25 a 29 | 32    |
| 4     | 20 a 24 | 24    |
| 32    | 15 a 19 | 16    |
| 52    | 10 a 14 | 16    |
| 56    | 5 a 9   | 32    |
| 32    | 0 a 4   | 16    |

## Economia
El 2007 la població en edat de treballar era de 664 persones, 497 eren actives i 167 eren inactives. De les 497 persones actives 446 estaven ocupades (235 homes i 211 dones) i 52 estaven aturades (28 homes i 24 dones). De les 167 persones inactives 49 estaven jubilades, 69 estaven estudiant i 49 estaven classificades com a «altres inactius».

### Ingressos
El 2009 a Montvendre hi havia 380 unitats fiscals que integraven 1.042 persones, la mediana anual d'ingressos fiscals per persona era de 19.781 €.

### Activitats econòmiques
Dels 49 establiments que hi havia el 2007, 1 era d'una empresa extractiva, 2 d'empreses alimentàries, 1 d'una empresa de fabricació de material elèctric, 5 d'empreses de fabricació d'altres productes industrials, 9 d'empreses de construcció, 9 d'empreses de comerç i reparació d'automòbils, 2 d'empreses de transport, 1 d'una empresa d'hostatgeria i restauració, 2 d'empreses financeres, 2 d'empreses immobiliàries, 6 d'empreses de serveis, 5 d'entitats de l'administració pública i 4 d'empreses classificades com a «altres activitats de serveis».
Dels 14 establiments de servei als particulars que hi havia el 2009, 1 era una oficina de correu, 3 tallers de reparació d'automòbils i de material agrícola, 2 guixaires pintors, 3 fusteries, 1 electricista, 2 perruqueries, 1 restaurant i 1 agència immobiliària.
Dels 3 establiments comercials que hi havia el 2009, 1 era una gran superfície de material de bricolatge, 1 una fleca i 1 una botiga d'electrodomèstics.
L'any 2000 a Montvendre hi havia 46 explotacions agrícoles que ocupaven un total de 1.300 hectàrees.

## Equipaments sanitaris i escolars
El 2009 hi havia 1 escola maternal i 1 escola elemental.

## Poblacions més properes
El següent diagrama mostra les poblacions més properes.